# Атеїзм

Символ атеїстів.

Відсоток вірян в кожній країні світу (2005).

Атеї́зм (від грец. άθεος, безбожний), безвірництво, безбожництво — світогляд, який характеризується відсутністю віри в існування будь-яких богів, духів, інших надприродних істот тощо. Атеїзм протиставляється вірі в існування надприродного — теїзму у формі багатобожжя (політеїзму) або єдинобожжя (монотеїзму). Деяким релігіям (буддизм, наприклад) притаманна відсутність віри в персоніфікованого бога. Інколи такі релігії називають атеїстичними.
Багато з тих, хто вважає себе атеїстами, скептично ставляться до всіх «надприродних» істот чи явищ, цілком логічно вказуючи на відсутність емпіричних свідоцтв їхнього існування. Інші наводять аргументи на користь атеїзму, спираючись на філософію, соціологію чи історію. Хоча більшість з тих, хто називає себе атеїстами, є прихильниками світських філософій, таких як гуманізм та натуралізм, не існує єдиної ідеології чи шаблону поведінки, притаманних усім атеїстам.
Поняття «атеїзм» з'явилося в часи середньовіччя, як зневажливий епітет, що застосовувався щодо людини або вчення, що перебували у конфлікті з поширеним тоді християнством. Слова «атеїзм» та «атеїст» складені з грецьких коренів та закінчень. Проте, вони не грецькі. Греки використовували слова, складені інакше — «atheos» й «atheotēs», яким найточніше відповідають слова «безбожний» та «безбожництво». Подібно до слова «безбожний», «atheos» використовувалося для вираження категоричного засудження. Так воно використовувалося спочатку, наскільки це можливо простежити. І лише пізніше це слово почало означати певну філософську позицію. З розповсюдженням свободи переконань, свободи думки, наукового скептицизму та критики релігії, цей термін почав набувати конкретнішого значення і використовуватися атеїстами для самовизначення.

## Походження

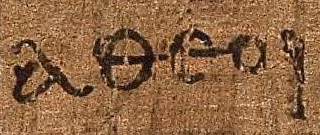
Грецьке слово αθεοι (atheoi) у Посланні до ефесян (2:12) на папірусі початку III століття. Зазвичай перекладається як «безбожники».

У ранній давньогрецькій мові прикметник ἄθεος (від ἀ — «без» + θεός — «бог») означав «безбожний». Слово почало позначати навмисне, активне безбожництво у V столітті до н. е. і набуло значення «той, що порвав відносини з богами», «той, що заперечує існування богів, безбожник» замість попереднього значення ἀσεβής — «нечестивий». Сьогодні слово atheos у класичних текстах інколи перекладається як «атеїстичний». Також був абстрактний іменник ἀθεότης, «атеїзм». Цицерон зробив латинську транслітерацію грецького слова — atheos. Термін широко використовувався у суперечках між ранніми християнами та язичниками. Примітно, що кожна сторона позначала ним своїх опонентів.
Слово атеїст уперше було застосовано для позначення практичного безбожництва у 1577 році. Пізніше виникли споріднені слова: деїст — у 1621 році, теїст — у 1662 році, теїзм — у 1678 році (за іншими джерелами — у 1743 році) та деїзм — у 1682 році. Значення слів «деїзм» та «теїзм» частково змінилися в районі 1700 року під впливом атеїзму. Слово «деїзм» спочатку мало теж значення, що й сучасне слово «теїзм», проте пізніше почало позначати окреме філософське вчення.
Карен Армстронг пише, що «у шістнадцятому та сімнадцятому століттях слово атеїст застосовувалось виключно у полеміці… Термін атеїст був образливим. Нікому й на думку не спадало назвати себе атеїстом». У Європі слово «атеїзм» почало використовуватися для опису власних переконань у XVIII столітті й позначало невіру у монотеїстичного юдео-християнського бога. У XX столітті завдяки глобалізації термін розповсюдився і почав позначати невіру в різноманітних богів. У філософських колах США поширене визначення атеїзму, як варіанту віри, як специфічного різновиду релігії. Лише останнім часом виникла тенденція визначати атеїзм запереченням — як відсутність віри в «надприродне», а не як віру у що б то не було. Таке визначення набуло популярності у атеїстичних спільнотах, але не отримало ширшого розповсюдження.

## Визначення і відмінності
Автори розходяться в тому, як найкраще визначати атеїзм, про які саме «надприродні» сутності йде мова, чи стверджує атеїзм їхню відсутність, чи є атеїзм усвідомленим прямим запереченням всього «надприродного».
Було запропоновано кілька способів виділити різні види атеїзму (як правило, що прирівнюється до «відсутності віри в богів» в найбільш широкому сенсі).

### Широта поняття
Частина незрозумілостей і суперечок, що стосуються визначення атеїзму, виникають з неоднозначностей у визначеннях таких слів, як «божество» та «бог». Оскільки існує безліч абсолютно різних уявлень про «надприродне», виникли різні думки щодо того, до яких з них має відношення термін «атеїзм». Якщо вважати «теїзм» вірою в єдиного персоніфікованого Бога, то людей, які вірять у безліч інших богів, деїстів і навіть політеїстів можна класифікувати як атеїстів. У XX столітті такий підхід втратив популярність, тому що термін «теїзм» почав трактуватися радше як вияв віри в будь-яке божество.
Річард Докінз запропонував таку класифікацію:
1. Теїзм — віра в Бога (монотеїзм) або в багатьох богів (політеїзм), який (які) активно впливає (впливають) на перебіг подій в нашому світі, вислуховує молитви, приймає приношення, творить «дива».
2. Деїзм — віра в Бога як творця всесвіту, який, однак, не втручається в реальний хід подій в сьогоднішньому світі. Такий Бог може діяти тільки на початку і в кінці світу, а розвиток всесвіту підпорядкований законам природи.
3. Пантеїзм — ототожнення бога з усім всесвітом, із законами природи й т. д. Відрізняється від атеїзму тільки термінологічно.
4. Агностицизм — твердження про те, що неможливо (на сьогоднішньому рівні знань або ж принципово ніколи) отримати відповідь на питання про існування Бога.
5. Атеїзм — заперечення існування будь-яких богів.

### Невиражений і виражений атеїзм
Див. також: Явний і неявний атеїзм
Визначення атеїзму також розрізняються в тому, наскільки поняття бога повинно бути осмислено людиною, щоб вона могла називатися атеїстом. На думку деяких атеїстів, атеїзм може розглядатися як відсутність віри в богів. Ще у 1772 році атеїст Гольбах писав: «Усі діти атеїсти; у них немає ніяких уявлень про бога».
Джордж Гамільтон Сміт (1979) запропонував: «Людина, незнайома з теїзмом, є атеїстом, оскільки не вірить в бога. Ця категорія також включає і дітей, здатних зрозуміти, що стоїть за атеїзмом, але ще не знайомих з поняттями, з ним пов'язаними. Сам факт того, що дитина не вірить у бога, вже робить її атеїстом». Сміт, таким чином, увів поняття «невиражений атеїзм», що описує «відсутність теїстичного вірування без усвідомленого його заперечення», і поняття «виражений атеїзм», що описує більш загальноприйняте визначення усвідомленого заперечення теїзму.
Точка зору, що діти народжуються атеїстами, з'явилася порівняно нещодавно. До XVIII століття існування бога було настільки загальноприйнятим в західному світі, що навіть сама можливість існування «істинного» атеїзму заперечувалася. Доктрина про те, що всі люди вірять у бога з народження, називається «теїстичним вченням про пригадування». Згідно з цим вченням, атеїсти просто заперечують очевидне. Також часто можна почути думку, що не існує «атеїстів до глибини душі» і в критичних ситуаціях («в окопах немає атеїстів»), наприклад, на смертному одрі, атеїсти «раптом починають вірити в бога». Атеїсти заперечують подібні твердження, наводячи приклади «атеїстів до глибини душі». Також у відповідь були створені атеїстичні організації серед військового персоналу. З іншого боку, саме вищезазначене твердження свідчить про те, що однією з причин релігійної віри є страх смерті. Випадки на кшталт «в окопах немає атеїстів» атеїстами пояснюються тим, що в умовах постійної небезпеки людина не може прийняти ідею залежності, в тому числі й свого життя, від випадковості та приходить до висновку підконтрольності того, що відбувається, якійсь вищій силі.

### Слабкий і сильний атеїзм
Філософи, такі, як Ентоні Флу і Майкл Мартін, розрізняють слабкий (негативний) і сильний (позитивний) атеїзм. Сильний атеїзм — відстоювання твердження, що богів не існує. Слабкий атеїзм охоплює всі інші форми відсутності теїзму. Відповідно до цього поділу, будь-яка людина є або теїстом, або «сильним», або «слабким» атеїстом. Терміни сильний і слабкий з'явилися порівняно недавно, проте еквівалентні їм терміни негативний і позитивний атеїзм вже використовувалися у філософській літературі та (в дещо іншому сенсі) католицькими апологетами. Відповідно до такого розмежування атеїзму, більшість агностиків є «слабкими» атеїстами.
У той час, як агностицизм може вважатися «слабким» атеїзмом, більшість агностиків відділяють свої погляди від атеїзму, який вони вважають не більш обґрунтованим, ніж теїзм. Передбачувана недосяжність знання про існування чи неіснування бога розглядається як ознака того, що атеїзм не обходиться без сліпої віри. Звичайна відповідь атеїстів полягає в тому, що недоведені релігійні висловлювання заслуговують рівно стільки ж недовіри, скільки заслуговують всі інші недоведені твердження, і що неможливість доведення неіснування бога не означає, що його існування і неіснування рівноймовірне. Шотландський філософ Джон Смарт також стверджує, що «іноді людина, яка насправді є атеїстом, може називати себе агностиком через необдумане узагальнення філософського скептицизму, який застерігає нас від ствердження того, що ми щось знаємо, окрім, хіба що, математики та формальної логіки». Як наслідок, деякі з популярних письменників-атеїстів, наприклад, Річард Докінз, воліють розрізняти теїстичний, агностичний і атеїстичні погляди за ймовірністю, що приписується правдивості твердження «бог існує».

### Стихійний та науковий атеїзм
Стихійний атеїзм — атеїзм, заснований на чомусь іншому, крім науки (наприклад, як наслідок скептичного способу мислення, відсутність інтересу до «надприродного», незнання про наявність релігій та інше).
Науковий атеїзм — це атеїзм, заснований на природознавстві, коли як основний інструмент розгляду питання про існування бога (богів) використовується науковий метод.

## Обґрунтування

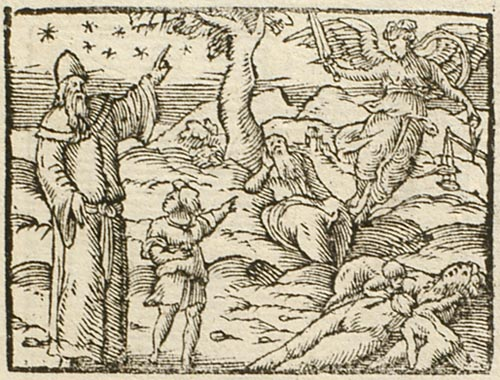
«Дитина одного разу запитала в астронома, хто створив його. Вчений показав на небо і на сидячого старого, і сказав: „Ось батько твого тіла, а ось — батько твоєї душі“. На це хлопчик відповів: „Нам немає діла до того, що на небі, і мені соромно бути сином такого старого!“ Що за зухвалість — не визнавати свого батька, і не вважати, що Бог — твій творець!».
Емблема, що ілюструє практичний атеїзм, під назвою «Найбільша зухвалість: атеїст і шарлатан» з книги Picta poesis поета Barthélemy Aneau, 1552 рік.

Найбільше розрізняються з погляду логічного обґрунтування практичний і теоретичний атеїзм. Різні види теоретичного атеїзму можна вивести за допомогою тих чи інших логічних обґрунтувань, філософських доводів, неприйняття віри в існування богів з моральної точки зору та ін. Для практичного, стихійного атеїзму, навпаки, не потрібно конкретної аргументації, він охоплює і необізнаність з уявленнями про «надприродне» і відсутність інтересу до релігій.

### Практичний атеїзм
За практичним, або прагматичним атеїзмом, також відомим як апатеїзм, люди живуть не надаючи значення наявності або відсутності богів, і пояснюють явища природи без допомоги потойбічних сил. При цьому існування богів не заперечується і не стверджується, але може бути визнане необов'язковим або марним. Відповідно до цієї точки зору, боги не надають життю сенсу і не впливають на повсякденне життя. Вид практичного атеїзму, що впливає на наукове товариство, — методологічний натуралізм, «мовчазне включення філософського натуралізму в науковий метод». При цьому брати філософський натуралізм або вірити в нього не обов'язково.
Існують різні види практичного атеїзму:
- Відсутність релігійної мотивації — віра чи невіра в богів не впливає на мораль і на поведінку людини.
- Навмисне ігнорування релігійних питань у теорії та на практиці.
- Байдужість — відсутність будь-якого інтересу до релігійних питань.
- Незнання — необізнаність з уявленнями про «надприродне»[42].

### Теоретичний атеїзм
Теоретичний атеїзм використовує апарат логіки для перевірки концепцій про богів на суперечливість. Наявність суперечностей у таких концепціях є доказом неіснування богів. Наприклад, якщо догми якого-небудь віровчення визначають деякі властивості для свого бога, то логічна суперечливість таких властивостей доводить відсутність даного бога.
Крім того, для теоретичного атеїзму характерний виклад конкретних аргументів проти існування богів у відповідь на типові аргументи на користь віри, такі як теологічний аргумент або парі Паскаля, а також використання різних метафізичних, психологічних та епістемологічних доводів проти тезисів теїзму.

#### Епістемологічні аргументи
Згідно з епістемологічним атеїзмом, люди не можуть пізнати бога або визначити, існує він чи ні. В основі епістемологічного атеїзму — агностицизм, що набуває різних форм. В іманентній філософії божественність невіддільна від світу як такого, в тому числі й від людського розуму, а свідомість кожної людини замкнута в суб'єкті. Відповідно до цього виду агностицизму, таке обмеження в принципі не дозволяє робити висновки про існування Бога, будь то віра або логічний умовивід.
Раціоналістичний агностицизм Канта та Епохи Просвітництва приймає тільки знання, отримане за допомогою людської раціональності. Стверджується, що богів принципово неможливо виявити, отже, неможливо знати, чи вони існують. Скептицизм, заснований на ідеях Юма, стверджує, що ні про що неможливо знати напевно, й виходить, неможливо з'ясувати, що бог існує. Відношення агностицизму до атеїзму оскаржується; агностицизм можна вважати окремим поглядом на світ.
До інших форм атеїстичної аргументації, які можна назвати епістемологічними, відносяться логічний позитивізм і ігностицизм, які стверджують, що такі терміни, як «бог», і такі висловлювання, як «Бог — всемогутній», позбавлені сенсу. Згідно з теологічним нонкогнітивізмом, фраза «Бог існує» — не твердження, а нісенітниця. Велися суперечки, чи можна таку точку зору віднести до категорії атеїзму або агностицизму. Філософ Альфред Джулс Аєр заперечував обидві ці категорії, стверджуючи, що вони помилково визнають фразу «бог існує» твердженням. Він вважав нонкогнітивізм окремою, самостійною категорією.

#### Метафізичні аргументи

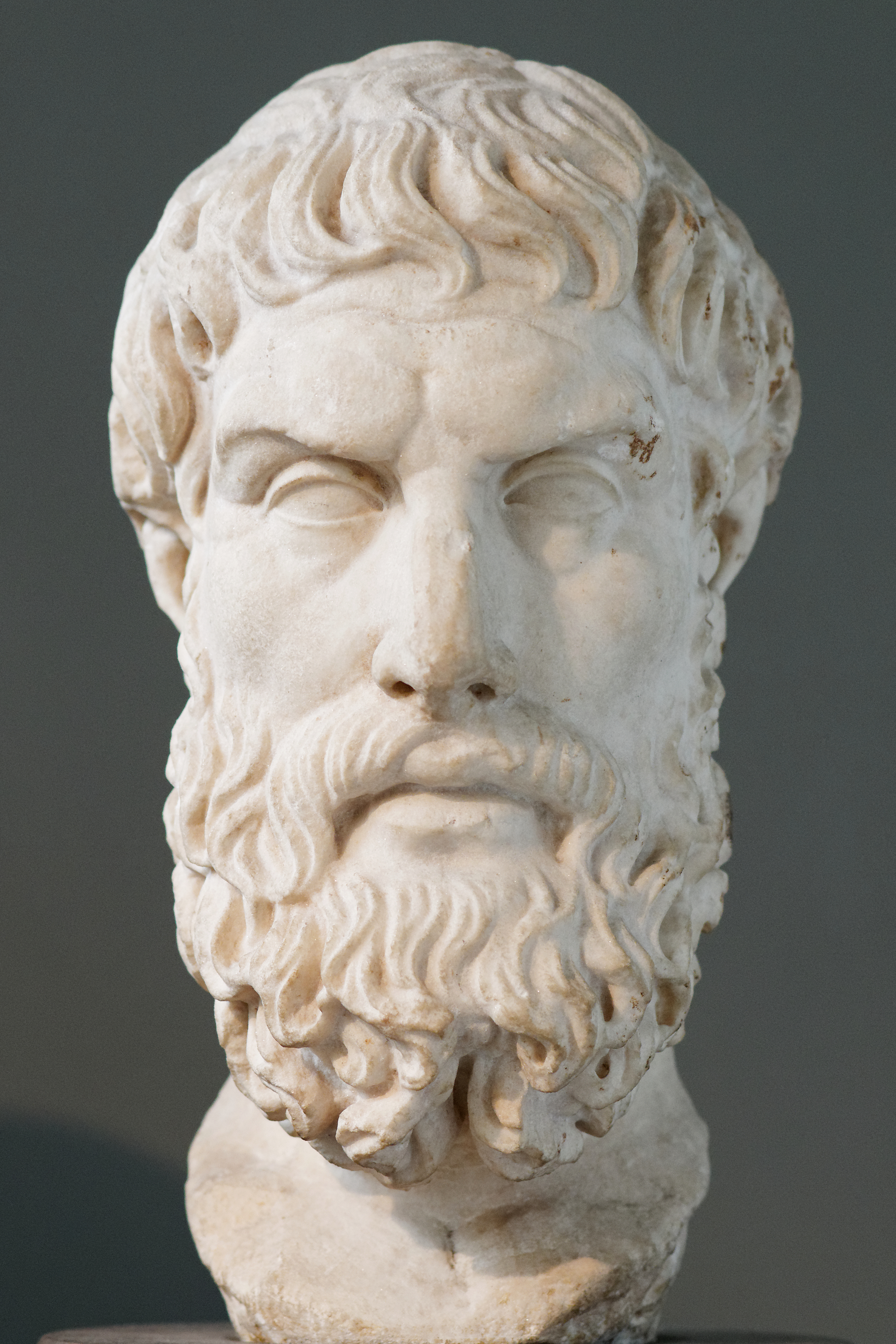
Епікуру приписується перше трактування проблеми зла. Девід Юм в його «Діалогах про природну релігію» (1779) цитує Епікура, що виражає цей аргумент у вигляді серії запитань:
«Може, божество хоче, але не може запобігти злу? Значить, воно не всемогутнє. Якщо ж воно може це зробити, але не хоче, значить, воно недоброзичливе. Якщо ж воно і хоче, і може, то звідки ж береться зло?».

Метафізичний атеїзм звичайно базується на матеріалістичному монізмі — погляді, за яким реальність однорідна, неподільна і матеріальна. Абсолютні метафізичні атеїсти дотримуються того або іншого виду фізикалізму, тому вони явно заперечують існування будь-яких нематеріальних сутностей. З іншого боку, до абсолютного метафізичного атеїзму примикає і протилежна, ідеалістична концепція — гілозоїзм — натхнення усього світу, в якому також немає місця богу, як чинному суб'єкту.
Відносний метафізичний атеїзм полягає в тому, що визнається існування якоїсь вищої нематеріальної сутності (логос, дао, брахман, субстанція, світовий дух, абсолют, вселенський розум, ноосфера і т. д. тощо), але не володіє єдністю трансцендентності й буття, а цим заперечується й існування бога як особи.
До відносного метафізичного атеїзму належать такі течії, як пантеїзм — «Бог або природа» у Джордано Бруно та Спінози та панентеїзм (від грец. Pan en theo — все в бога), тобто концепція «Бог-природа», що розвивалася від Еріугени до Гегеля. Метафізика деїстів Чербері, Руссо, Вольтера, Лессінга також заперечує бога-індивідуума, який зацікавлений у долі всесвіту і людства, а отже, відкидає і всі авраамічні релігії та більшість інших історичних і сучасних вірувань, а деїзм не можна віднести до відносного метафізичного атеїзму, оскільки передбачається бог-творець, який повинен був хоча б один раз володіти такою особистісною якістю, як воля.

#### Психологічні, соціологічні та економічні аргументи
Такі філософи, як Людвіг Феєрбах та Зигмунд Фрейд, стверджували, що віра в Бога і релігія — людські винаходи, створені, щоб задовольнити різні психологічні й емоційні потреби. Цю думку поділяють і більшість буддистів. Карл Маркс та Фрідріх Енгельс, під впливом праць Феєрбаха, стверджували, що віра в Бога і релігія — це засоби соціального контролю, які використовуються владою для експлуатації трудящих класів[джерело?]. Історик Едуард Гібон писав із цього приводу: «Всі свої релігійні культи народ Стародавнього Риму завжди вважав однаково істинними, філософи — однаково помилковими, а правителі — однаково корисними». Згідно з Михайлом Бакуніним, «ідея бога тягне за собою зречення від людського розуму і справедливості, вона є саме рішуче заперечення людської свободи та неминуче призводить до рабства людей в теорії й на практиці». Він «перевернув» знаменитий афоризм Вольтера про те, що «якби Бога не було, його варто було б винайти», і написав, що «якби Бог справді існував, варто було б знищити його».

#### Логічні аргументи та докази
Відповідно до логічного атеїзму, різні концепції богів (наприклад — бог як особистість) містять логічно несумісні властивості. Прихильники цієї форми атеїзму приводять логічні докази неможливості існування бога, використовуючи розбіжність між такими якостями, як досконалість, статус «творця», незмінність, усезнання, всюдисущність, всеблагість, трансцендентність, особистісність, безтілесність, справедливість та милосердя.
Не приймаючи, перш за все — з етичної позиції, доводи теодицеї, атеїсти вважають, що дійсність не узгоджується з якостями, які звичайно приписуються богам теологами. Вони стверджують, що всезнаючий, всемогутній і всеблагий бог не сумісний зі світом, в якому є зло та страждання, де любов бога прихована від багатьох людей. Подібний умовивід приписують Сіддхартху Гаутамі, засновнику буддизму.

#### Антропоцентричні аргументи
Аксіологічний або конструктивний атеїзм розглядає як джерела моральних цінностей не богів, а людську природу. Для цього виду атеїзму людська природа є єдиним джерелом етики та моральних цінностей, а поняття бога не потрібно для розв'язання етичних питань. Маркс, Ніцше, Фрейд та Сартр дотримувалися цієї точки зору, поширюючи ідеї визволення, саморозвитку і вільного щастя.
Один з найпопулярніших доводів проти атеїзму стверджує протилежне — що заперечення існування справедливого бога веде до морального релятивізму, позбавляючи людини основ моральності, або позбавляє життя сенсу і робить людину нещасною. Блез Паскаль висловив таку думку в 1669 році. Згідно з думкою психіатра XIX—XX ст. П. Б. Ганнушкіна, існує позитивний зв'язок між релігійністю і жорстокістю.

## Атеїзм і наука
Науковий метод пізнання базується на виведенні закономірностей з досвіду, логічних побудов, емпіричної перевірки теоретичних положень і принципу достатньої підстави. Критерій Поппера вимагає: щоб теорія вважалася науковою, повинна бути гіпотетична можливість у результаті експериментальної перевірки її спростувати. Припущення про неіснування бога можливо спростувати (для цього достатньо пред'явити бога або продемонструвати його надприродні риси) і може мати статус наукової гіпотези. Водночас припущення про існування бога незаперечне (будь-яке спростування можна відкинути, заявивши, що бог перебуває поза фізичного світу, фізичних законів, поза логікою, і так далі), а тому не може прийматися як наукова гіпотеза. Припущення про божественне втручання автоматично виводить теорію, використовувати таке припущення, за межі сучасної науки.
З іншого боку, з точки зору деяких вірян і містиків різних напрямків, діяльність богів і існування надприродних сил можуть бути підтверджені фактами, які виявляються наукою. Так, зокрема креаціоністи будують свої міркування на основі відібраних ними даних геології, історії, біології, які, на їхню думку, не суперечать біблійній картині світу. Науковий підхід виключає підбір фактів під заздалегідь визначену догму. Деїсти, вважаючи бога творцем Всесвіту, все-таки визнають за людським розумом безмежне право судження про устрій світу, включаючи й природу богів, проте більшість теїстів вважають необґрунтованим звернення до науки з даного питання.
Дійсно, не можна науковими методами показати, що «Бога немає», оскільки саме в цьому випадку немає способу логічно довести негативне судження. Неможливо перевірити «неіснування» чогось, що знаходиться за межами, доступного дослідження. Іншими словами, наука може довести відсутність життя на Марсі, але можна тільки припустити, але не довести відсутність життя у всій решті Всесвіту. Тому твердження атеїстів про неіснування бога розглядається деякими теологами, як віра в щось, що принципово неможливо довести. Разом з тим, на їхню думку, існування бога теоретично можливо довести, але поки доведення не здійснено.

Емпірична наука ґрунтується не на вірі чи священних переказах і текстах, а на суворих методиках побудови теоретичних і практичних моделей природних явищ і на висуненні гіпотез, що пояснюють вже відомі взаємозв'язки явищ і пророкують ще не спостережені ефекти, з обов'язковою наступною верифікацією висунутих гіпотез практикою: спостереженнями та експериментами, які можуть бути повторені та перевірені. Збіг висновків гіпотез із фактами означає отримання нових об'єктивних знань про природу. Серед вчених було і є досить багато вірян: серед американських вчених у 1916 році було 42 % вірян, а в 1996 році 39 % вірян (журнал «Nature» т. 386, с. 435, 1997). Але незалежно від особистих переконань, у своїй науковій роботі вчені обґрунтовують причини явищ виключно в природній області, без опори на «надприродне». Як зауважив академік Віталій Лазаревич Гінзбург, 
|  | У всіх відомих мені випадках віряни-фізики та віряни-астрономи у своїх наукових працях ні словом не згадують про Бога. Вони одночасно живуть як би у двох світах — одному матеріальному, а іншому якомусь трансцендентному, божественному. У них відбувається як би розщеплення психіки. Займаючись конкретною науковою діяльністю, вірянин, по суті справи, забуває про Бога, чинить так само як атеїст. Таким чином, сумісність занять наукою з вірою в Бога аж ніяк не тотожна з сумісністю віри в Бога з науковим мисленням. |

## Історія
Термін атеїзм з'явився в XVI столітті у Франції, однак існують свідчення того, що ідеї, які сьогодні можуть бути розцінені як атеїстичні, вже були присутні в часи Стародавнього Єгипту, Ведичної цивілізації та Античності.

### Стародавній Єгипет
Вже в Стародавньому Єгипті з'являються твори, що критикують релігійний погляд на світ. Найдавнішим з них є створена в епоху Середнього Царства «Пісня Арфіста».

### Рання індійська релігія
Атеїстичні школи були присутні в індуїзмі, який є політеїстичною релігією. Матеріалістична та антирелігійна філософська школа чарвака, заснована в Індії орієнтовно в VI столітті до нашої ери, — ймовірно, найяскравіша атеїстична філософська школа в Індії. Ця гілка індійської філософії класифікується як неортодоксальна система і не розглядається як частина шести ортодоксальних шкіл індуїзму, але заслуговує на увагу як матеріалістичний рух в індуїзмі.
Четерджі й Датта пишуть, що до нас не дійшли тексти філософії чарвака, і наше уявлення про цю філософію ґрунтується, головним чином, на критиці їхніх ідей іншими школами.
Часто до атеїстичних зараховують індійську філософську систему санкхья. Заперечення Бога, як єдиного творця, також присутнє у джайнізмі та буддизмі. Водночас слід зазначити, що самі буддисти не визнають свою релігію атеїстичною і воліють використовувати термін non-theism, який в літературі зазвичай перекладається як нетеїзм.

### Давній китайський атеїзм
Атеїстичні уявлення у конфуціанській філософії Китаю помітні у матеріалістичних твердженнях представників інтелектуальної опозиції, так відомий китайський матеріаліст Ван Чун вважав, що першопричиною всього є первинний ефір, котрий згущуючись утворює різноманіття речей, в тому числі й людину, котра після смерті також перетворюється в ефір.

### Класична античність

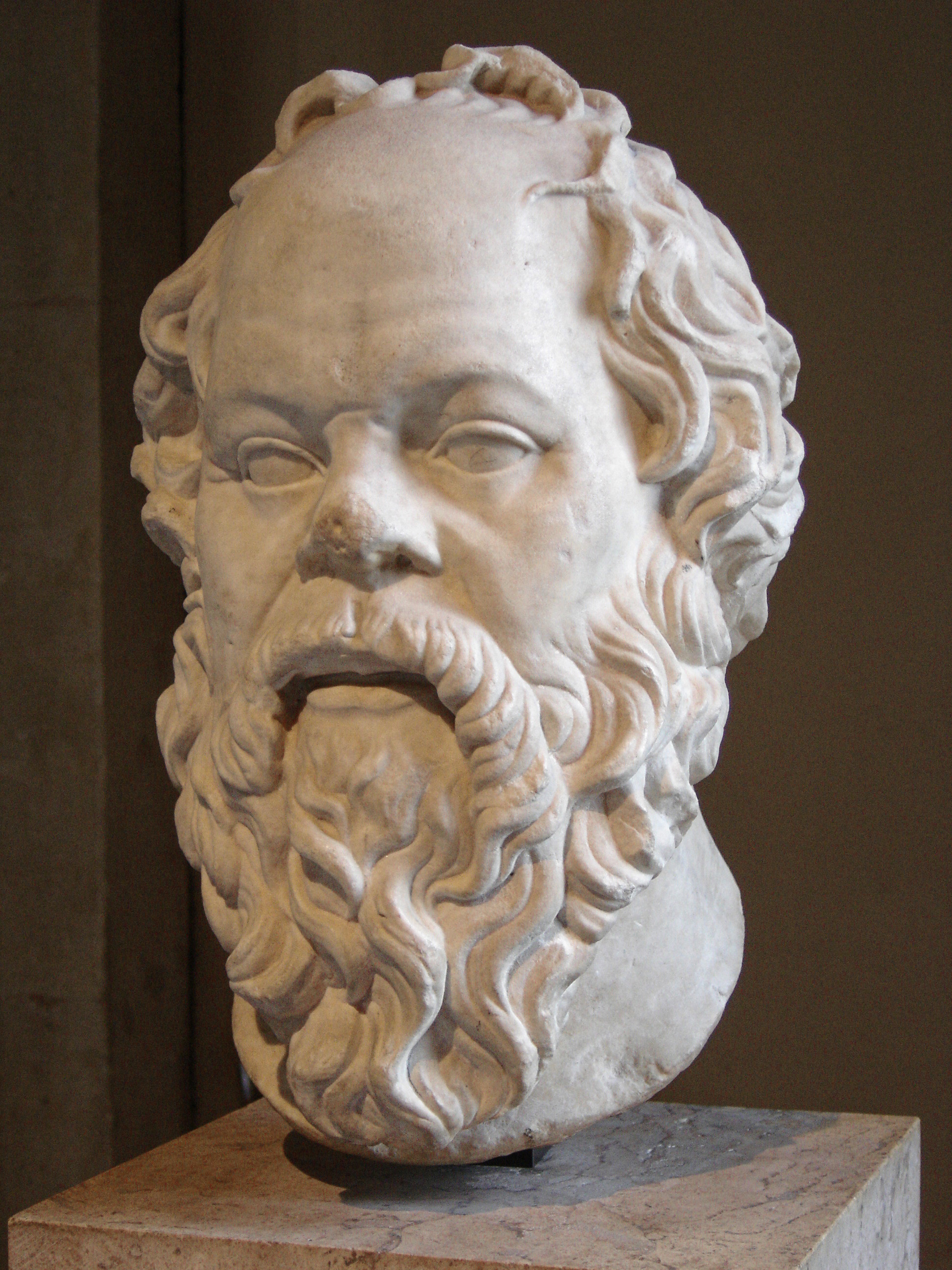
У «Апології», Сократ звинувачується Мелетом в тому, що абсолютно не вірить у богів.

Європейський атеїзм йде корінням до досократичної грецької філософії, але не виділяється як окрема течія до кінця Епохи Просвітництва.

Грецький поет Діагор (V століття до нашої ери) відомий як «перший атеїст» і затятий критик релігії та містицизму. Критій бачив релігію як людський винахід, який за допомогою залякування ставить людей у деякі рамки моралі. Ксенофан, критикуючи антропоморфізм богів грецької народної релігії, яким він протиставив якесь єдине світове божество, першим висунув ідею про те, що саме люди створили богів за своїм образом і подобою: 
«Але якби бики, коні та леви мали руки й могли б ними малювати та створювати твори (мистецтва), подібно до людей, то коні зображували б богів схожими на коней, бики ж схожими на биків…» («Досократівські філософи», ч. 1, Каз., 1914, с. 111).
Атомісти, такі як Демокріт, намагалися описати світ лише матеріалістичним способом, не посилаючись на духовність та містицизм. До інших досократиків, що, ймовірно, мають атеїстичні або агностичні погляди, відносяться Продік, Протагор і Теодор.
Сократ звинувачувався в атеїзмі за те, що викликав в афінян невпевненість в богах, яких шанувало місто. Хоча сам філософ заперечував звинувачення в атеїзмі. У кінцевому підсумку він був засуджений до смерті.
Епікур оскаржував безліч релігійних доктрин, включаючи життя після смерті й божественну сутність. Він вважав, що душа матеріальна і смертна. Хоча епікуреїзм не виключає наявності богів, Епікур вірив, що, якщо боги й існують, то до людства їм байдуже.
Секст Емпірик вважав, що необхідно скасувати покарання за скептицизм, відомий як пірронізм, у якому немає нічого жахливого, і атараксія («свобода розуму» або «безтурботність душі») може бути досягнута скасуванням такого покарання. Його роботи, вцілілі в значній кількості, істотно вплинули на наступних філософів.
Зі Стародавнього Риму дійшов до нас єдиний цілий великий античний філософський атеїстичний твір одного з найвидатніших матеріалістів і атеїстів старовини — Тита Лукреція Кара. Лукрецій стверджував, що якщо боги існують, їм байдуже людство, і вони не впливають на навколишній світ. З цієї причини він вірив, що людство не повинно боятися «надприродного». Відома поема «Про природу речей» всебічно висвітлює та обґрунтовує вчення Епікура. Але головний об'єкт її критики — релігія, якій Лукрецій протиставляє науку, дослідження, засноване на точно встановлених фактах і розумному, природному їх поясненні. Він бачить у релігії не тільки помилкове, але перш за все надзвичайно шкідливе, згубне для людства вчення. Лукрецій піддав критиці не тільки релігійні уявлення, але й вчення Платона про безсмертя душі.
Значення слова «атеїст» змінювалося протягом класичної античності. Часто ранніх християн називали атеїстами за те, що ті не вірили в язичницьких богів. За часів Римської імперії християн страчували за заперечення римських богів у цілому і культу імператора зокрема. Коли в 381 році, за правління Феодосія, християнство стало державною релігією Риму, карним злочином стала єресь.

### ВідРаннього СередньовіччядоРенесансу
Слідування атеїстичним поглядам було рідкісним явищем у Європі впродовж Раннього Середньовіччя та Середніх віків (див. Свята інквізиція), домінував інтерес до релігії та теології.
Як зауважив Анатоль Франс, в цей період «щасливій одностайності пастви безсумнівно сприяв також звичай… негайно спалювати усякого інодумця».
Микола Кузанський дотримувався форми фідеїзму, яку називав docta ignorantia («вчене неуцтво»), стверджуючи, що бог знаходиться за межею людського розуміння, і наше знання про бога обмежене здогадами. Вільям Оккам поклав початок антиметафізичним вченням, заявивши про номіналістичні обмеження людського пізнання надзвичайних речей. Він стверджував, що божественна сутність не може бути інтуїтивно або раціонально пізнана людським інтелектом. Послідовники Оккама, такі, як Джон Міркуртський та Микола Аутрекуртський, розвивали ці погляди.
Поділ віри та розуму вплинув на таких богословів, як Джон Вікліф, Ян Гус та Мартін Лютер. Після них католицизм втратив своє домінування в Європі й зазнав радикальної реформації, зазвичай, більш терпимої у питаннях віри.
Ряд відомих представників антирелігійного вільнодумства з'явився в цю епоху і в мусульманському світі. Це Омар Хаям та Ібн-Рушд.

### Епоха Відродження
Успіхи мореплавства, торгівлі, промисловості, з одного боку, вимагають створення дослідної науки про природу, справжнього знання про неї, а з іншого — самі створюють основу для розвитку такої науки. Розробка дослідного природознавства стає нагальною потребою для буржуазії та для очолюваного нею поступального розвитку суспільства.
Леонардо да Вінчі вдавався до експериментів, як до методу досліджень, і сперечався з аргументами релігійного авторитаризму. Інші критики релігії та церкви того часу — Нікколо Макіавеллі, Бонавентюр Деперьє та Франсуа Рабле.

### Новий час

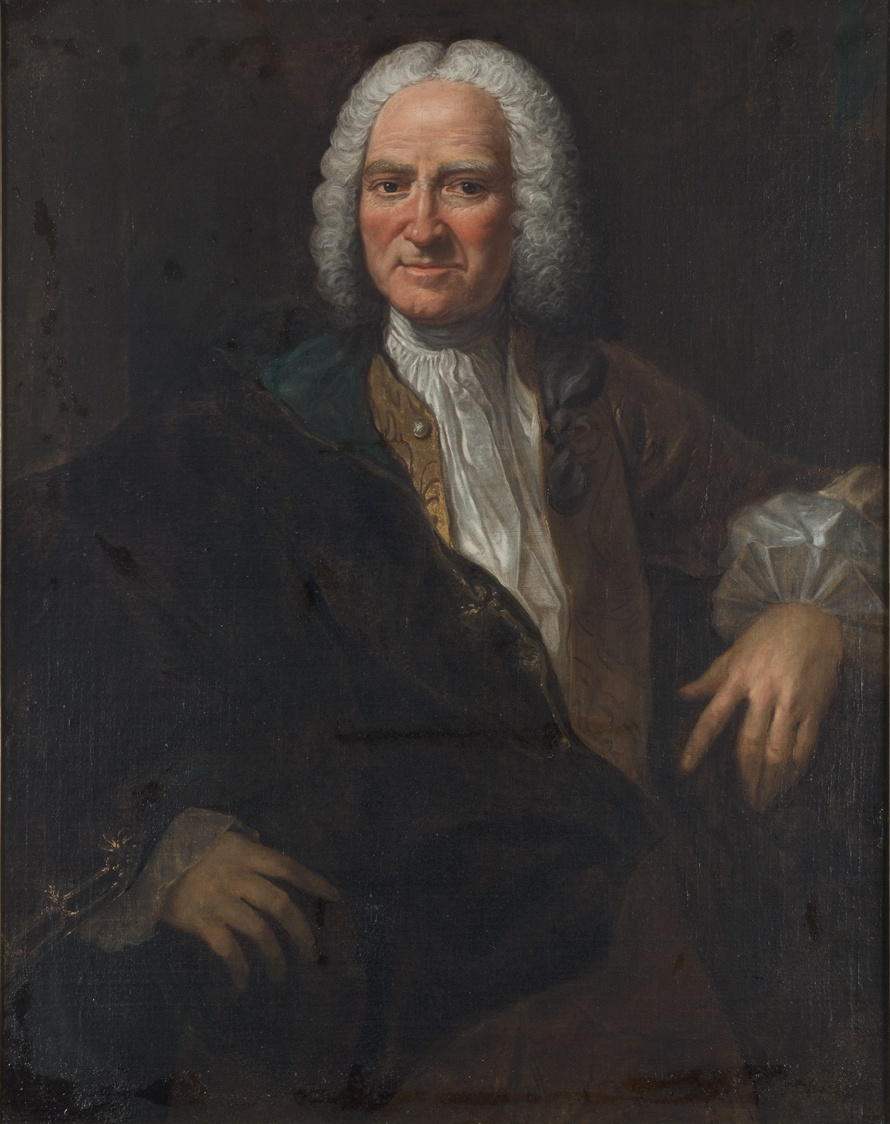
Француз барон Гольбах, був одним з першим у XVIII столітті, хто вважав себе атеїстом.

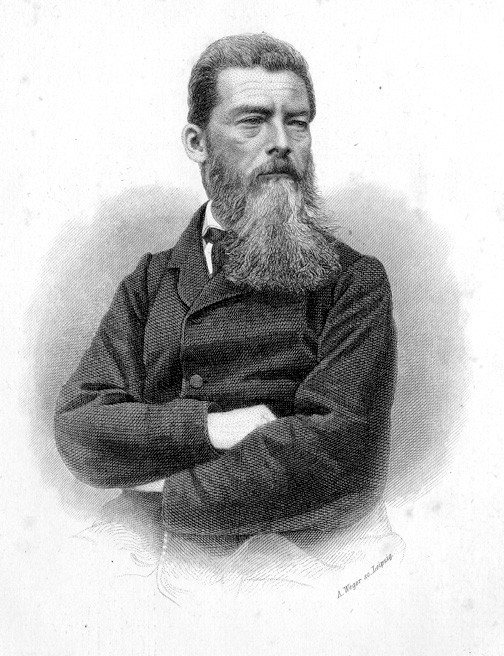
Людвіг Фейєрбах своїми роботами «Das Wesen des Christenthums» (1841), «Das Wesen der Religion» (1845) вплинув на таких філософів, як Енгельс, Маркс, Штраус та Ніцше. Фейєрбах розглядав віру як сплячку розуму, Бога як витвір людини, релігійну діяльність як задоволення хибних потреб і вважав, що на місце любові до Бога слід поставити любов до людини, а на місце віри в Бога — віру в самого себе.

За часів Ренесансу та Реформації релігійні пристрасті розгорілися, що очевидно з розповсюдження нових релігійних законів, братств, популярних захоплень в католицькому світі й появи все більш аскетичних протестантських сект, таких, як кальвіністи. Це був час міжконфесійного суперництва, що дозволив ще більше розширити межі теологічної та філософської теорії, що пізніше багато в чому було використано для просування скептичного (у відношенні до релігії) світогляду.
Критика християнства почастішала в XVII та XVIII століттях, особливо у Франції та Англії, де, на думку сучасників, спостерігалася криза релігії. Деякі протестантські мислителі, такі, як Томас Гоббс, підтримували філософію матеріалізму та скептицизму щодо надприродних сил. Наприкінці XVII століття деїзм став відкрито підтримуватися такими інтелектуалами, як Джон Толанд. Фактично всі французькі та англійські філософи XVIII століття в якійсь формі дотримувалися деїзму. Висміюючи християнство, багато деїстів разом з тим зневажали й атеїзм. Перші відкрито атеїстичні мислителі, такі, як барон Гольбах, з'явилися наприкінці XVIII століття, коли вираження невіри в Бога стало менш небезпечним. Девід Юм був найбільш систематичним представником освіченого мислення, що створював скептичну епістемологію, засновану на емпіризмі, яка підриває метафізичні основи теології.
Французька Революція винесла атеїзм з салонів на вулиці. Спроба нав'язати Громадянську конституцію духовенства призвела до антиклерикалістських заворушень і вигнання багатьох священників з Франції. Політичний хаос в революційному Парижі, в кінцевому підсумку, дозволив радикальнішим якобінцям, які розгорнули масовий терор, захопити владу в 1793 році. На завершення, войовничіші атеїсти спробували силоміць дехристиянізувати Францію, замінивши релігію культом розуму. Ці переслідування закінчилися з термідоріанським переворотом, але деякі секуляристські заходи того періоду залишилися постійною спадщиною французької політики.
У період Директорії, консульства та Імперії секуляризація французького суспільства була узаконена, причому в її орбіту залучалися спочатку Північна Італія, а потім й інші території в Європі, де виникали держави-сателіти Франції — спочатку республіки, пізніше (після коронації Наполеона в 1804) — монархії. У XIX столітті багато атеїстів та інших антирелігійних мислителів спрямували свої зусилля на політичну й соціальну революцію, сприяючи переворотам 1848 року, Рісорджіменто в Італії та зростанню інтернаціонального соціалістичного руху.

### Друга половина XIX століття
У другій половині XIX століття атеїзм отримав популярність під впливом філософів-раціоналістів та вільнодумців. Багато відомих німецьких філософів того часу, таких як Людвіг Феєрбах, Артур Шопенгауер, Карл Маркс та Фрідріх Ніцше, заперечували існування божеств і були критиками релігії.

#### Атеїзм у марксизмі
Класики марксизму-ленінізму намагалися науково обґрунтувати атеїзм. Теоретичною основою марксистського атеїзму є діалектичний та історичний матеріалізм.
«Марксизм є матеріалізм. Як такий, він так само нещадно ворожий релігії, як матеріалізм енциклопедистів XVIII століття чи матеріалізм Феєрбаха. Це безсумнівно. Але діалектичний матеріалізм Маркса та Енгельса йде далі енциклопедистів і Феєрбаха, застосовуючи матеріалістичну філософію до області історії, до галузі суспільних наук. Ми повинні боротися з релігією. Це — азбука всього матеріалізму і, отже, марксизму. Але марксизм не є матеріалізм, який зупинився на абетці. Марксизм йде далі. Він каже: треба вміти боротися з релігією, а для цього треба матеріалістично пояснити джерело віри та релігії серед мас». (В. І. Ленін, ПСС, т. 17, с. 418.) 
 Основоположні принципи марксистського атеїзму:
1. Зародження релігії є результатом розвитку ідеї залежності людини від стихійних сил природи, безсилля змінити умови свого життя, страху смерті.
2. Використання цих ідей заможною меншістю суспільства для встановлення їх зв'язку з релігійним культом заради узурпації та збереження влади.
3. Положення, що боротьба з релігією це невіддільна частина боротьби з несправедливим суспільно-економічним порядком, встановленим панівними класами.
4. Висновок, що скасування релігії звільнить творчу активність більшості, яка експлуатується, для боротьби за гідне трудової людини існування.

Гуманістична сутність атеїзму, за словами Маркса, полягає в наступному: 
… критика релігії завершується вченням, що людина — вища істота для людини.

Широко відомий вислів, що приписується Марксу, що релігія — це опіум народу (не «опіум для народу»):
… релігія — це зітхання пригнобленої тварі, серце безсердечного світу, подібно до того, як вона — дух бездушних порядків. Релігія є опіум народу.

Деякі дослідники вважають, що Маркс усього лише зафіксував популярний в той час вислів. Першим же, хто порівняв релігію й опіум був Новаліс ще в 1798 році:
 Ваша так звана релігія діє як опій: вона заманює і приглушує біль замість того, щоб додати сили.

### XX століття
Атеїзм у XX столітті, особливо у формі практичного атеїзму, поширився в багатьох суспільствах. Атеїстичні думки знайшли визнання в багатьох інших великих філософіях, таких, як екзистенціалізм, об'єктивізм, світський гуманізм, нігілізм, логічний позитивізм, марксизм та фемінізм.
Логічний позитивізм і сцієнтизм проклали шлях для неопозитивізму, аналітичної філософії, структуралізму і натуралізму. Неопозитивізм та аналітична філософія відмовилися від класичного раціоналізму та метафізики на користь суворого емпіризму й епістемологічного номіналізму. Прихильник аналітичної філософії Бертран Рассел вважав, що християнський бог не більш ймовірний, ніж боги-олімпійці. У своїй ранній роботі Людвіг Вітгенштейн спробував відокремити метафізику і «мову надприродного» від раціональних міркувань.
Альфред Аєр, посилаючись на прихильність до емпіричних наук, заявляв про безглуздість релігійних тверджень і неможливість їхньої перевірки. Споріднений прикладний структуралізм Клод Леві-Строс оголошував людську підсвідомість джерелом релігійної мови, заперечуючи його трансцендентальне значення. Джон Фіндлей та Джон Смарт стверджували, що існування бога не є логічно необхідним. Натуралісти та матеріалістичні моністи, такі як Джон Дьюї, розглядали природний світ як основу всього, заперечуючи існування бога або безсмертних.
Е. В. Рамасвамі Наікер (Періяр), відомий індійський атеїстичний лідер, боровся проти індуїзму і брахманів, які дискримінували й розділяли людей в ім'я кастової системи та релігії. Особливо багато уваги Періяр залучив у 1956 році, коли він надів на мурті індуського бога Рами гірлянду із черевиків і зробив ряд антитеїстичних.
У 1966 році, у відповідь на заяви деяких теологів про смерть бога, черговий номер журналу «Time» вийшов з питанням «Бог помер?» На обкладинці у журналі наводилася статистика, відповідно до якої приблизно кожна друга людина у світі жила в антирелігійних країнах, а мільйони людей в Африці, Азії та Південній Америці, мабуть, навіть не знали про християнського бога. У наступному році албанський уряд на чолі з Енвером Ходжою оголосив про закриття всіх релігійних організацій в країні, проголосивши Албанію першою атеїстичною країною. Ці заходи посилили негативне ставлення до атеїзму, особливо в Сполучених Штатах, де були сильні антикомуністичні настрої, попри те, що деякі відомі атеїсти дотримувалися антикомуністичних поглядів. Після падіння Берлінської стіни число активних антирелігійних режимів істотно зменшилося. У 2006 році Тімоті Шах з Pew Research Center зауважив: «всесвітня тенденція спостерігається у всіх основних релігійних групах: збільшується довіра до релігійних рухів, збільшується їхній вплив у порівнянні зі світськими рухами й ідеологіями.» Поль Грегорі та Філ Цукерман вважають, що це міф, і стверджують, що реальна ситуація набагато складніша і тонша.

### Атеїзм в СРСР
У XX столітті атеїзм нав'язувався населенню СРСР панівною владою як єдино можливий світогляд, використовувався для переслідування політичних супротивників та пограбування церков різних конфесій. Комуністична партія з 1919 року відкрито проголошувала як своє завдання сприяти відмиранню релігійних забобонів.

## Сучасний стан атеїзму

### Атеїзм у світі

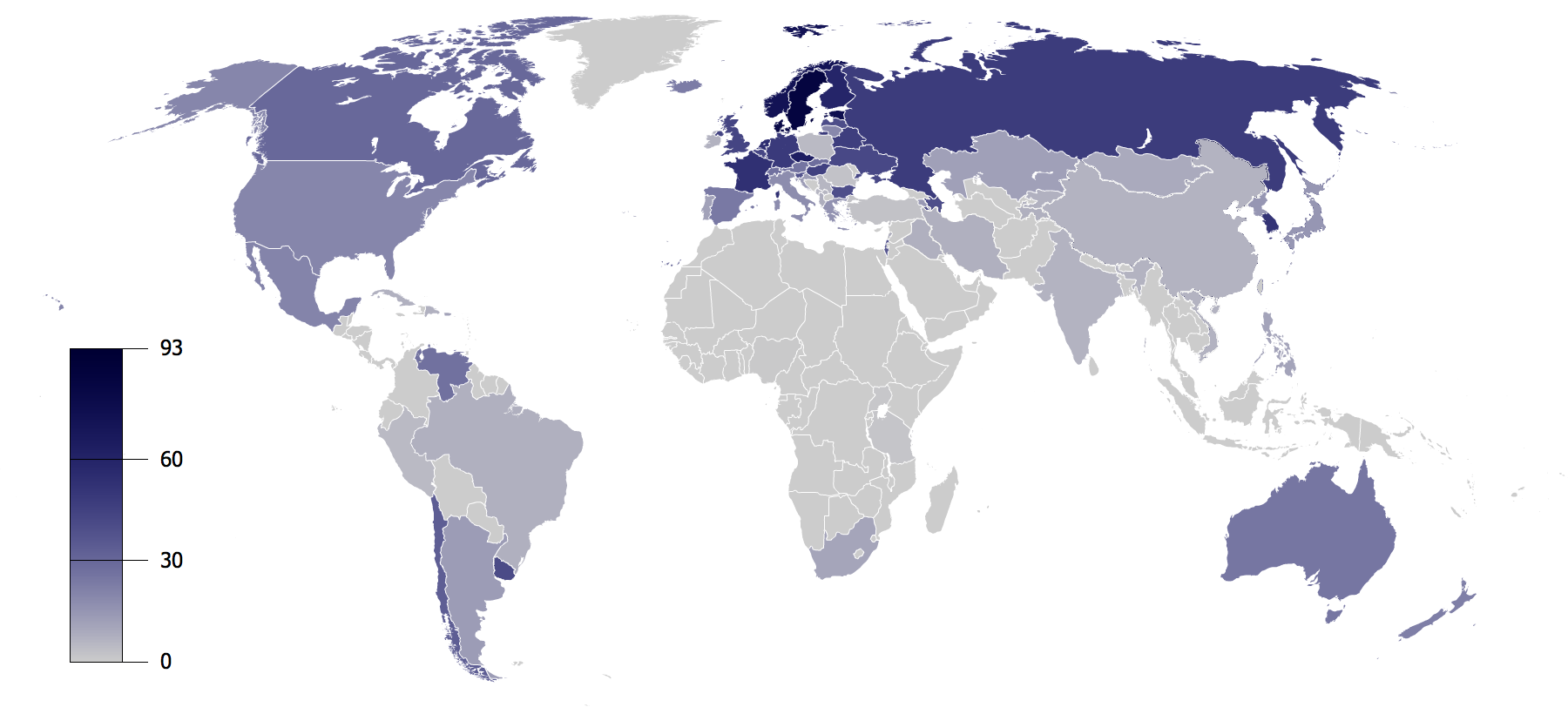
Поширення атеїзму країнами (за результатами опитувань 2006 року).

Для сучасної західної цивілізації характерне падіння інтересу до релігії серед широких верств населення, особливо серед технічної інтелігенції. В розвинених країнах знижується відвідуваність храмів, зменшується кількість проведених обрядів, відбувається збільшення числа людей, які зараховують себе до агностиків або атеїстів, навіть у вірян релігія втрачає своє панівне становище. Характерною у цьому відношенні є публікація відомим американським єпископом книги під назвою «Чому християнство має змінитися або вмерти: Єпископ звертається до вірян».
Як правило, в країнах з високими економічними показниками рівень релігійності відносно низький, хоча існують деякі винятки, найпомітнішими з яких є США і, серед ісламських країн, Кувейт. Зовсім інша ситуація в країнах, що розвиваються: як правило, чим бідніша країна, тим важливіша для населення релігія. В ісламських країнах, таких як Іран, Судан, Пакистан та Саудівська Аравія, діє шаріат, за яким відмова від ісламу розцінюється як зрада і карається стратою.

## Демографія
Досить складно визначити кількість атеїстів у всьому світі. Також учасники опитувань можуть по-різному розуміти термін «атеїзм» і відмінності між атеїзмом, нерелігійними віруваннями, нетеїстичними релігіями та духовними практиками. Крім цього, в деяких релігійних країнах люди намагаються не демонструвати свої атеїстичні погляди з метою уникнути дискримінації та переслідувань.
Дослідження, яке 2005 року провела Британська енциклопедія, показало, що нерелігійними є приблизно 11,9 % людей, а атеїстами — близько 2,3 %. Ці результати не враховують послідовників нетеїстичних релігій, таких, як буддизм.
Також у 2005 році Дослідницький центр П'ю досліджував ставлення американців до представників різних конфесій (світоглядів). Було встановлено, що атеїсти користуються найменшою повагою: 35 % американців ставляться до них позитивно, 53 % — негативно.
У листопаді-грудні 2006 року опитування серед громадян США і п'яти європейських країн, опубліковане у Financial Times, показало, що американці більше, ніж європейці, схильні вірити у щось «надприродне» (73 %). Серед дорослого населення Європи більш побожними є італійці (62 %), а французи — найменш релігійні (27 %). У Франції 32 % опитаних назвали себе атеїстами та ще 32 % — агностиками. Офіційне опитування Європейського союзу дало такі результати: 18 % населення ЄС не вірять в бога, 27 % допускають існування «надприродної духовної життєвої сили», в той час, як 52 % вірять у якого-небудь конкретного бога. Серед тих, хто припинив навчання в школі, не досягнувши п'ятнадцятиріччя, співвідношення вірян підвищується до 65 %; ті з опитаних, хто вважав себе вихідцем зі строгих сімей, більше схильні вірити в бога, ніж ті, чиї родини не мали строгих внутрішніх правил.
У 2007 році опитування, проведене Інститутом Соціальних досліджень (США), показало, що найбільшою релігійною країною серед індустріально розвинених держав є США — 90 % стверджують, що вірять у бога, 60 % щодня моляться, 46 % щотижня відвідують храм (синагогу або мечеть). Частка активних вірян в інших індустріально розвинених країнах значно нижча — 4 % у Великій Британії, 8 % у Франції, 7 % у Швеції й 4 % в Японії.
На 2005 рік перше місце в списку 50 найбільш атеїстичних країн світу, складеному американським коледжем Пітцер, займає Швеція (45–85 % жителів є атеїстами). За нею йде В'єтнам (81 %), Данія (43–80 %), Норвегія (31–72 %), Японія (64–65 %), Чехія (54–61 %), Фінляндія (28–60 %), Франція (43–54 %), Південна Корея (30–52 %) і Естонія (49 %).

### Рівень освіти, IQ та атеїзм
Опубліковане в 1998 році в журналі Nature опитування показало, що відсоток тих, хто вірить в особистісного бога або життя після смерті у США мінімальний серед членів Національної Академії Наук — тільки 7 % опитаних, у порівнянні з 85 % в усього населення Сполучених Штатів. Цього ж року співробітник MIT Франк Салловей (англ. Frank Sulloway) і співробітник Університету штату Каліфорнія Майкл Шермер (англ. Michael Shermer) провели дослідження серед групи, в якій 12 % складали доктори наук і 62 % — випускники ВНЗ. Дослідження показало, що 64 % опитаних вірили в бога (тобто проміжне значення між таким для академіків і середніх по країні для наведеного вище дослідження). Крім того, було відмічено зменшення числа вірян з підвищенням рівня освіти.
За інформацією Mensa Magazine, така зворотня залежність між релігійністю та освіченістю була встановлена в 39 дослідженнях, проведених з 1927 по 2002 роки.
Ці результати в загальному відповідають статистичному метааналізу професора Оксфордського Університету Michael Argyle, проведеному в 1958 році. Він проаналізував сім дослідних робіт щодо залежності між ставленням до релігії й коефіцієнтом інтелекту серед опитаних школярів і студентів університетів США. І, хоча була виявлена чітка зворотня залежність, не були враховані такі фактори, як авторитарність сімейного укладу і соціальний клас опитаних, які також могли грати свою роль.
Ознаки залежності між релігійністю і рівнем освіти неоднозначні. Уплив релігії на освіту може різнитися залежно від типу релігії. Наприклад, християнські фундаменталісти, особливо жінки, зазвичай здобувають слабшу освіту, ніж інші верстви суспільства.

## Цікаві факти

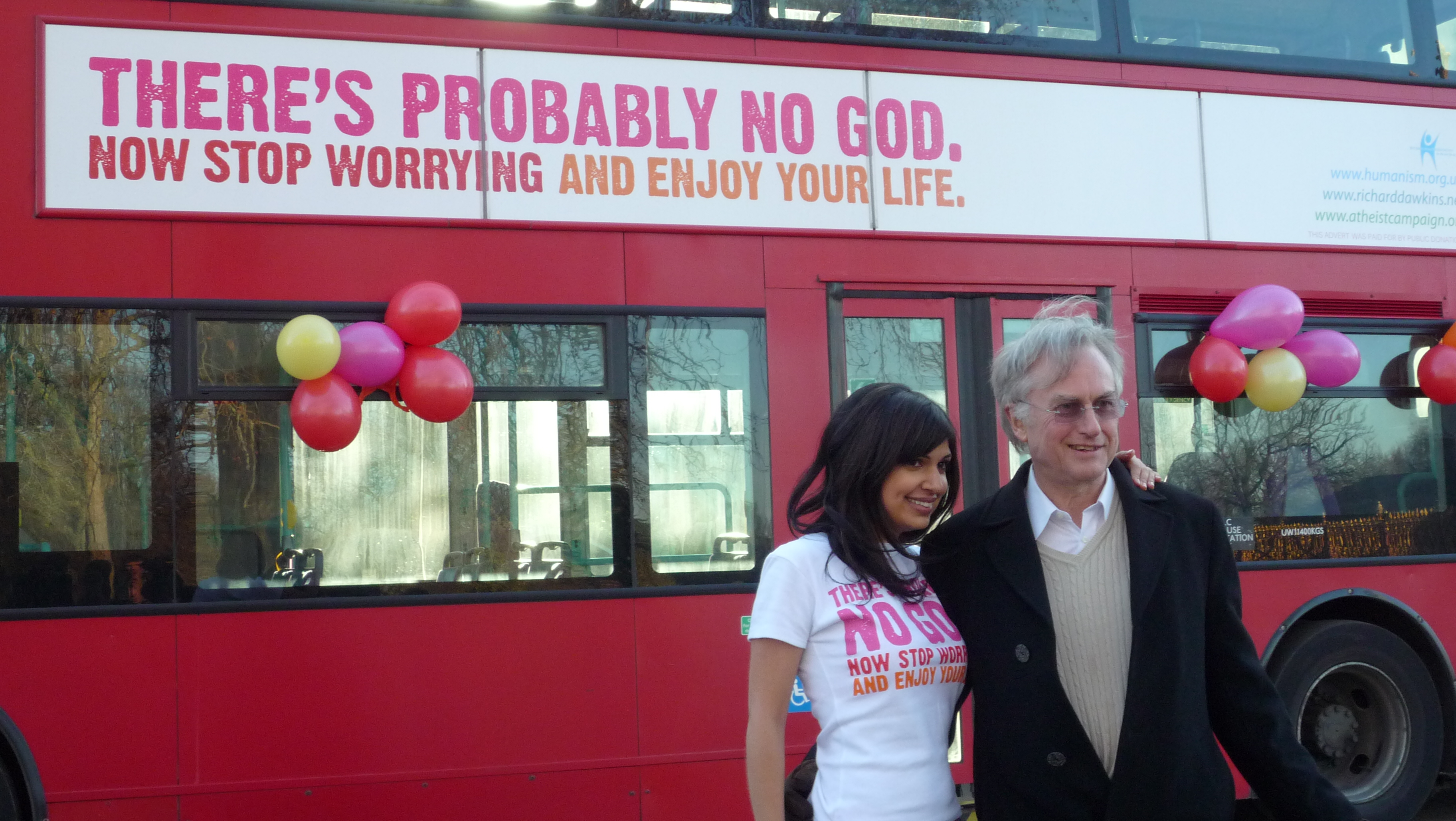
Річард Докінз на тлі автобуса з рекламним написом «Цілком ймовірно, бога немає. Годі хвилюватися, насолоджуйтеся життям» на вулицях Лондона.

- 3 березня 2008 року атеїст Сана Едамаруку в прямому ефірі популярного індійського телешоу кинув виклик відомому індійському чаклуну — тантріка Пандіду Сурінда Шарма, попросивши його продемонструвати на ньому свою силу — вбити за допомогою магії. Протягом кількох годин у прямому ефірі чаклун марно здійснював ритуальні дії, і, не домігшись успіху, зробив висновок, що атеїста «захищає дуже сильне божество»[112].
- Найбільший відсоток атеїстів у Швеції — 45—85 % жителів[105].
- 6 січня 2009 року у Великій Британії у відповідь на рекламу євангелістських проповідників по всій країні були запущені 800 автобусів зі слоганом: «Цілком ймовірно, бога немає. Годі хвилюватися, насолоджуйтеся життям» (англ. There's probably no God. Now stop worrying and enjoy your life) (див. фото).
- З 2005 року в Британії видається комікс Ісус і Мо, що критикує основні засади двох основних релігій світу — ісламу та християнства у саркастичній формі.

## Критика атеїзму
У першу чергу атеїзм критикують за те, що він відкидає віру в будь-які «надприродні» суті, існування яких вірянам представляється очевидним. Атеїзм також критикують деякі агностики, які стверджують, що не існує достатніх підстав категорично заявляти, що надприродних істот немає.

### Атеїзм як віра, релігія
Багато критиків атеїзму стверджують, що атеїзм є своєрідною формою релігії або віри. Ствердження «Атеїзм є віра» засновують на тому, що заперечення існування вищих сил вимагає впевненості в їх відсутності.
Зведення атеїзму до релігії атеїсти логічно спростовують виходячи з визначення релігії як віри в «надприродні сили»: атеїст не має віри в надприродне. Релігія ж вимагає віри в існування «надприродного».
На заяви про те, що і наукова діяльність неможлива без віри (принаймні — в пізнаванності світу), атеїсти відповідають, що наявність у діяльності вченого елементів віри, наприклад, цілком раціональної довіри до результатів добросовісних і верифікованих наукових досліджень, є актом критичного мислення, не рівнозначним релігійній вірі, яка припускає саме ірраціональну переконаність у чому-небудь. Крім цього, релігійну віру неминуче супроводжують особливі естетичні переживання, специфічні емоційні стани й навіть афекти (наприклад, релігійний екстаз), атеїсти ж не мають нічого подібного щодо атеїзму.
Багато спроб визначити атеїзм як релігію зводяться до тези «Релігія — віра в Бога, атеїзм — віра в його відсутність».
Атеїсти вбачають необґрунтованість такого висловлювання у неправильній логічній посилці: у неявному вигляді постулюється існування лише однієї форми світогляду — віри, і тим самим заперечується можливість досвідченого, наукового пізнання навколишнього світу. Для демонстрації абсурдності оголошення атеїзму ще однією формою релігії, атеїсти відповідають: «Якщо людина не курить тютюн, то це означає, що вона курить відсутність тютюну?»
Своєю чергою, критики атеїзму стверджують, що аналогія з відсутністю тютюну неточна, і вбачають саме в ній відсутність логіки. Зокрема, «відсутність тютюну», яку можна перевірити низкою методів, є знанням, тоді як «неіснування Бога» (очевидно, «неможливість спостерігати Його») знанням бути не може. Оскільки в атеїзмі немає поняття «Бог», а запозичене із певної релігії поняття «Бог» передбачає можливість «спостережуваності» Бога лише, як правило, за умови наявності у Бога бажання бути спостережуваним. Отже, стверджують критики атеїзму, «відсутність Бога» чи «неможливість існування Бога» (і «надприродних сил») не може бути знанням, і взагалі — «заперечення існування» може мати підґрунтя лише за умови наявності доказів неіснування. Але при цьому в атеїзмі немає власних понять «Бог», «надприродні сили» тощо — фактично, атеїзм лише стверджує, що ті поняття, якими оперують релігії, надумані, вигадані; але при цьому доказів неіснування бути не може, оскільки мова йде про неспостережувані (зокрема, стосовно Бога) методами науки сутності.

### Атеїзм і пізнаваність світу
Деякі критики приписують атеїстам думку, що світ повністю пізнаваний. Проте атеїзм не заявляє про повну пізнаваність світу, і атеїсти, як правило, не дотримуються цієї точки зору. До того ж деякі дослідження в галузі теорії систем і формальної логіки (див. Пенроуз, «Новий розум короля», і теореми Геделя про неповноту) ставлять під сумнів можливість раціонального пояснення всіх процесів у світі.
Звідси деякі критики роблять висновок, що в такому разі атеїсти не можуть заперечувати існування «надприродних сил», тому що для цього потрібно досліджувати весь світ цілком. Відповідаючи на таку критику, атеїсти посилаються на застосування до «надприродних сил» загальних методологічних принципів наукового пізнання: бритви Оккама, відповідно до якої не варто множити сутності без необхідності, і критерію Поппера, згідно з яким недоведена сутність не береться до уваги («тягар доказів лежить на тому, хто стверджує»). Для ілюстрації цих принципів часто використовуються уявні об'єкти на кшталт чайника Рассела або чудовиська з локшини, довести неіснування яких також неможливо.

### Атеїзм і мораль
Оскільки атеїзм не визнає як джерела моралі релігійних догматів, атеїзм піддається звинуваченням в аморальності. Водночас атеїстичні мислителі вважають, що віряни «ставлять воза попереду коня»: стародавні тексти є не джерелами моралі, а лише фіксацією, відображенням рівня моралі свого часу, яка існувала в суспільстві задовго до виникнення релігій і продовжує існувати після того, як велика частина населення перестає сповідувати будь-яку релігію (див. статистику за країною). Враження про первинність релігійної моралі складається через її більшу консервативність у порівнянні з мораллю громадською.
На ствердження клерикалів про те, що поширення релігії сприяє зміцненню моральних і «духовних» цінностей, їхні опоненти відповідають, що по-справжньому моральна людина, робить добро добровільно, за внутрішнім переконанням і за велінням совісті автономної, а не з метою уникнути страшного покарання від того чи іншого бога. Також атеїсти впевнені, що сам по собі атеїзм не спонукає до насильства, в той час, як релігія сприяє масовій жорстокості постійно й особливо у відношенні до іновірців.
Атеїсти пропонують свої системи моральних принципів (наприклад, світський гуманізм) і свої пояснення виникнення совісті та моралі — не навіюванням людям моральності звідкись «згори», а як феноменів, що мають біологічну та етологічну першооснови й давали певні еволюційні переваги виду Homo Sapiens, що й зумовило поєднання генетичного і соціального (виховання) механізмів їх передачі між поколіннями.

## Атеїзм в культурі
- Гумористи Ілля Ільф та Євген Петров у своїй книзі «Дванадцять стільців» видозмінили відомий вислів Карла Маркса щодо релігії, вклавши її в уста головного героя Остапа Бендера: «Почім опіум для народу?» — що зробило цю фразу широко відомою серед населення Радянського Союзу і призвело до численних випадків помилкового («опіум для народу») цитування Маркса.

### Критика
- Атеїзму — ні! [Архівовано 25 лютого 2010 у Wayback Machine.] (християнська критика атеїзму)
- Навчальний посібник. Християнство і релігії світу — Гол. 23. Атеизм: Фейєрбах і Маркс, і Гол. 24. Атеизм: Ніцше і Фройд
- Атеїзм — релігія брехні / / «Віра», № 8 / 1996, редакційна стаття (ісламська критика атеїзму)
- Телушкін І., Прейгер Д. Чи можна сумніватися в існуванні Бога і все-таки бути гарним євреєм[недоступне посилання з червня 2019]